# Mercedes-Benz M148
La siglaMercedes-Benz M148 (o Daimler-Benz M148) identifica un motore a scoppio prodotto tra il 1940 ed il 1942 dalla Casa tedesca Daimler-Benz per il suo marchio automobilistico Mercedes-Benz.

## Caratteristiche
Questo motore è stato destinato alle Mercedes-Benz 600V e 600K, due versioni di un modello di super-ammiraglia, prodotte in quantità minime, la cui genesi risale a prima dello scoppio della Seconda guerra mondiale, ma la cui produzione è cominciata e terminata in pieno periodo bellico.

Si tratta di un motore pensato per sostituire sia il 5.4 litri M24, sia per sostituire anche il possente M150 da 7.7 litri.

Il motore M148 è il primo motore V12 Mercedes-Benz ed è un 6 litri disponibile sia aspirato che sovralimentato mediante compressore volumetrico: in questo caso, il motore assume la sigla M157. 
Per entrambe le configurazioni le caratteristiche in comune sono:
- architettura di tipo V12;
- angolo di 80° tra le bancate;
- basamento e testate in ghisa;
- monoblocco di tipo sottoquadro;
- alesaggio e corsa: 82x95 mm;
- cilindrata: 6020 cm³;
- distribuzione a valvole in testa con un asse a camme centrale nel basamento;
- alimentazione a carburatore;
- rapporto di compressione: 6.3:1.

### M148
Il motore M148 vero e proprio è quello in configurazione aspirata, in grado di erogare una potenza massima di 180 CV a 3600 giri/min.

### M157 sperimentale
Il motore M157 è in pratica la versione sovralimentata del motore M148. L'aggettivo "sperimentale" si riferisce al fatto che questo è stato un motore mai destinato ad essere impiegato nella produzione di serie e che non va quindi confuso con il motore M157 introdotto ben 70 anni dopo, destinato alla produzione in serie e che è tutto un altro genere di motore, ben più evoluto e prestante. Il compressore volumetrico utilizzato è un Roots. Insolita la decisione di lasciare immutato il rapporto di compressione, decisione dovuta presumibilmente all'elevatissima robustezza intrinseca del motore.

Il compressore, come su altre Mercedes-Benz dell'epoca che ne erano dotate, si attiva automaticamente spingendo a fondo l'acceleratore. Fintanto che non si attiva la potenza massima raggiunge 155 CV a 3600 giri/min, ma una volta che si apre di colpo il gas, i cavalli erogati diventano 250.